# Мейн
Мейн (на английски: Maine) е щат в Съединените американски щати, най-североизточният от т.нар. континентални щати. Неговата столица е Огъста. Щатът е с население от 1 329 328 жители (2015).

## География
На юг и на изток щатът Мейн граничи с Атлантическия океан, на север и на запад – съответно с канадските провинции Ню Брунсуик и Квебек.
Мейн е както най-северният, така и най-големият щат в региона Нова Англия, заемайки около половината от цялата му площ. Той е и единственият щат в Северна Америка, който граничи само с още един щат (Ню Хампшър на запад) от САЩ.
Това е най-слабо населеният щат в САЩ на изток от р. Мисисипи. Наричат го още Боровия щат, тъй като 90% от територията му е покрита с гори.
Щатът Мейн разполага с около 400 km крайбрежна ивица. Уест Куоди Хед е най-източното място на територията на САЩ. По живописното крайбрежие на щата може да се видят красиви морски фарове, плажове, рибарски селища и стотици малки острови.
Геолозите описват природния пейзаж на щата Мейн като „наводнено крайбрежие“, където покачващото се морско равнище прави заливи от хълмовете и острови от планинските върхове.
Повечето от геоморфологичните особености на Мейн се дължат на силна ледникова активност от последната ледена епоха.

## История
Заселването на Мейн от европейците започва през 1607 г. под ръководството на Плимутската компания. През 1622 г. се създава провинция Мейн. Името вероятно идва от името на френската провинция Мейн.
По време на войната за независимост и на войната от 1812 г. Мейн се контролира от англичаните.

## Икономика
Според Бюрото за икономически анализи на САЩ, БВП на Мейн за 2010 г. възлиза на 52 млрд. $ (33 991 $ на глава от населението), което го нарежда на 34-то място в класацията на САЩ. Към октомври 2010 г. индексът на безработица е 7,4%.
В областта на земеделието Мейн е характерен с производство и отглеждане на домашни птици, яйца, млечни продукти, едър рогат добитък, сини боровинки, ябълки, кленов сироп и кленова захар. Окръгът Арустук е известен със своите картофени насаждения.
Индустриалният риболов, който някога е бил основно начинание за местните, към момента се свежда до лова на омари и дънни риби.
Що се отнася до индустриалното производство, то се състои главно в производството на хартия, дървесина и дървесни продукти, кожухарски изделия, електрически изделия, хранителни и текстилни продукти и биотехнологии. Военноморското корабостроене също е добре развито.
Туризмът играе важна роля за икономическото развитие на Мейн. Щатът е популярна дестинация за ловуване (главно на лосове, елени и мечки), спортен риболов, сноумобилинг, ски и водни спортове, къмпинг, хайкинг и др.
Пристанищата на Мейн играят важна роля за транспорта в национален план. През 2001 г. пристанището в Портланд задминава това в Бостън по тонаж, ставайки най-натовареното пристанище в Нова Англия, благодарение на способността му да се справя с големи танкери.
Структурата на подоходното облагане в Мейн има 4 категории – от 2% до 8,5% за личните доходи. Ставката на данъка върху продажбите е 5%. Щатът налага и данък на хотелиерството и ресторантьорството от 7%, а на отдаването на коли под наем – 10%. Търговците на боровинки се задължават да пазят записи на техните трансакции и да заплащат по 0,15 $ за паунд от продадените плодове за сезона.

## Население
По данни от Националната агенция по преброяването на САЩ от 1 юли 2012 г. населението на Мейн наброява 1 329 192 души, което бележи ръст с 0,1% спрямо 2010 г. Гъстотата на населението се изчислява на 14,6 д./km², което го прави най-слабо населения щат в Нова Англия.
По-голямата част от населението на щата е съсредоточена в административния окръг Кенъбек, а в района на най-големия град в щата – Портланд, живее около 20% от цялото население.

## Религия
В проучване от 2010 г. се казва, че Мейн е най-малко религиозният щат. Религиозната принадлежност на населението (общо 1 328 361 д.) на щата изглежда по следния начин:
неотговорили – 961 318
отговорили – 367 043
- християни – 345 072 (или 94,0% от отговорилите)
  - католици – 190 106 (или 51,8% от отговорилите)
  - протестанти – 153 218 (или 41,7% от отговорилите)
  - православни – 1748 (или 0,5% от отговорилите)
- други религии – 21 971 (или 6,0% от отговорилите)

## Личности
Родени в Мейн
- Ана Кендрик
- Линда Лавин
- Кейти Аселтън

- Олимпия Сноу
- Нелсън Рокфелер
- Джон Форд
- Синди Блоджет
- Патрик Демпси
- Тим Силвия
- Бил Суифт
- Хенри Уодсуърт Лонгфелоу
- Джошуа Чембърлейн
- Стивън Кинг

## Градове
- Бат
- Белфаст
- Елсуърт
- Бенгор
- Брунсуик
- Истпорт
- Люистън
- Огъста
- Олд Таун
- Портланд
- Скоухеган
- Уестбрук
- Форт Кент
- Южен Портланд
- Огънкуит

## Окръзи
Мейн се състои от 16 окръга:
1. Андръскогин
2. Арустук
3. Вашингтон
4. Йорк
5. Кенъбек
6. Къмбърланд
7. Линкълн
8. Нокс
9. Оксфорд
10. Пискатакуа
11. Пънобскот
12. Сагадахок
13. Самърсет
14. Уалдо
15. Франклин
16. Ханкок